# Samoanska inbördeskriget
Det första samoanska inbördeskriget ägde rum på Samoa mellan 1886 och 1894. 
Kriget utspelade sig mellan två samoanska fraktioner och gällde vem av de två kandidaterna av den rebellstödda hövdingen Malietoa Laupepa och prinsen Mata'afa Iosefo som skulle bli kung av Samoa sedan den förra kungen avsatts. Det förekom också ett sjöslag mellan USA, som stödde Malietoa, Tyskland, som stödde hans motståndare, och Storbritannien. Flottorna besköt byar och tillhörande de stridande från havet. 
Efter att cyklonen på Apia 1889 förstört de utländska flottorna beslöt de tre länderna att ge sitt gemensamma stöd till Malietoa. Stridigheterna fortsatte dock till 1894. Vid Malietoas död 1899 utlöste nästa tronföljdskris det andra samoanska inbördskriget, vilket dock snabbt avslutades genom delningen av Samoa. 